# Giải LVFCS cho biên tập xuất sắc nhất
Giải LVFCS cho biên tập xuất sắc nhất là một trong các giải của LVFCS dành cho biên tập phim, được bầu chọn là xuất sắc nhất. Giải này được lập từ năm 1999.

## Các phim & người đoạt giải

### Thập niên 1990
| Năm  | Phim                 | Biên tập viên   |
| ---- | -------------------- | --------------- |
| 1999 | Being John Malkovich | Eric Zumbrunnen |

### Thập niên 2000
| Năm  | Phim                                  | Biên tập viên                    |
| ---- | ------------------------------------- | -------------------------------- |
| 2000 | Gladiator                             | Pietro Scalia                    |
| 2001 | Memento                               | Dody Dorn                        |
| 2002 | The Lord of the Rings: The Two Towers | Michael J. Horton & Jabez Olssen |
| 2003 | Kill Bill: Vol. 1                     | Sally Menke                      |
| 2004 | The Aviator                           | Thelma Schoonmaker               |
| 2005 | King Kong                             | Jamie Selkirk                    |
| 2006 | The Departed                          | Thelma Schoonmaker               |
| 2007 | The Bourne Ultimatum                  | Christopher Rouse                |
| 2008 | Frost/Nixon                           | Daniel P. Hanley & Mike Hill     |

Bản mẫu:LVFCS Awards Chron